# Strada statale 14 var Variante di Portogruaro
La strada statale 14 var Variante di Portogruaro (SS 14 var) è una strada statale italiana. La strada costituisce una variante al tracciato storico della SS14 attraverso il centro abitato di Portogruaro. Inizia dipartendosi dalla SS 14 in località Teson, al confine tra i comuni di Portogruaro e Concordia Sagittaria e dopo aver intersecato la SR 53 (per Treviso), la SP 251 (per lo svincolo autostradale di Portogruaro) e la SP 463 (per Udine), termina riallacciandosi nuovamente alla SS 14 nei pressi di Fossalta di Portogruaro.
Ha le caratteristiche di strada extraurbana secondaria (categoria C), con una corsia per senso di marcia e limite di 90 km/h. Non ha intersezioni a raso con strade locali, se si eccettuano l'intersezione iniziale con la SS 14 verso Venezia e la successiva rotatoria all'incrocio con via Noiare. Una parte rilevante del percorso è costituito da viadotti, necessari per l'attraversamento di altre infrastrutture stradali e ferroviarie e dei fiumi Lemene e Reghena.
La strada è stata progettata dall'ANAS nel 1972 per decongestionare il centro di Portogruaro. Tuttavia, dopo il completamento di due brevi tratti (quello tra la SS 14 proveniente da Venezia e Via Noiare e quello tra la SR 53 e la SP 251), i lavori sono stati interrotti per decenni. Nel novembre 2008 è stato completato il tratto tra via Noiare e la SR 53, seguito, nel luglio 2009 da quello tra la SP 251 e la SP 463. Infine, l'ultimo lotto mancante, tra la SP 463 e la SS 14 è stato aperto al traffico il 9 luglio 2014, determinando il completamento dell'opera.